# Montbarrois
Montbarrois ist eine französische Gemeinde 297 Einwohnern (Stand: 1. Januar 2022) im Département Loiret in der Region Centre-Val de Loire. Sie gehört zum Kanton Le Malesherbois und zum Arrondissement Pithiviers. 
Sie grenzt im Nordwesten an Saint-Michel, im Norden an Beaune-la-Rolande, im Osten und im Südosten an Saint-Loup-des-Vignes und im Südwesten an Boiscommun.
Die Départementsstraße D9, genannt Route d’Orléans, verbindet Montbarrois mit Beaune-la-Rolande und Boiscommun.

## Bevölkerungsentwicklung

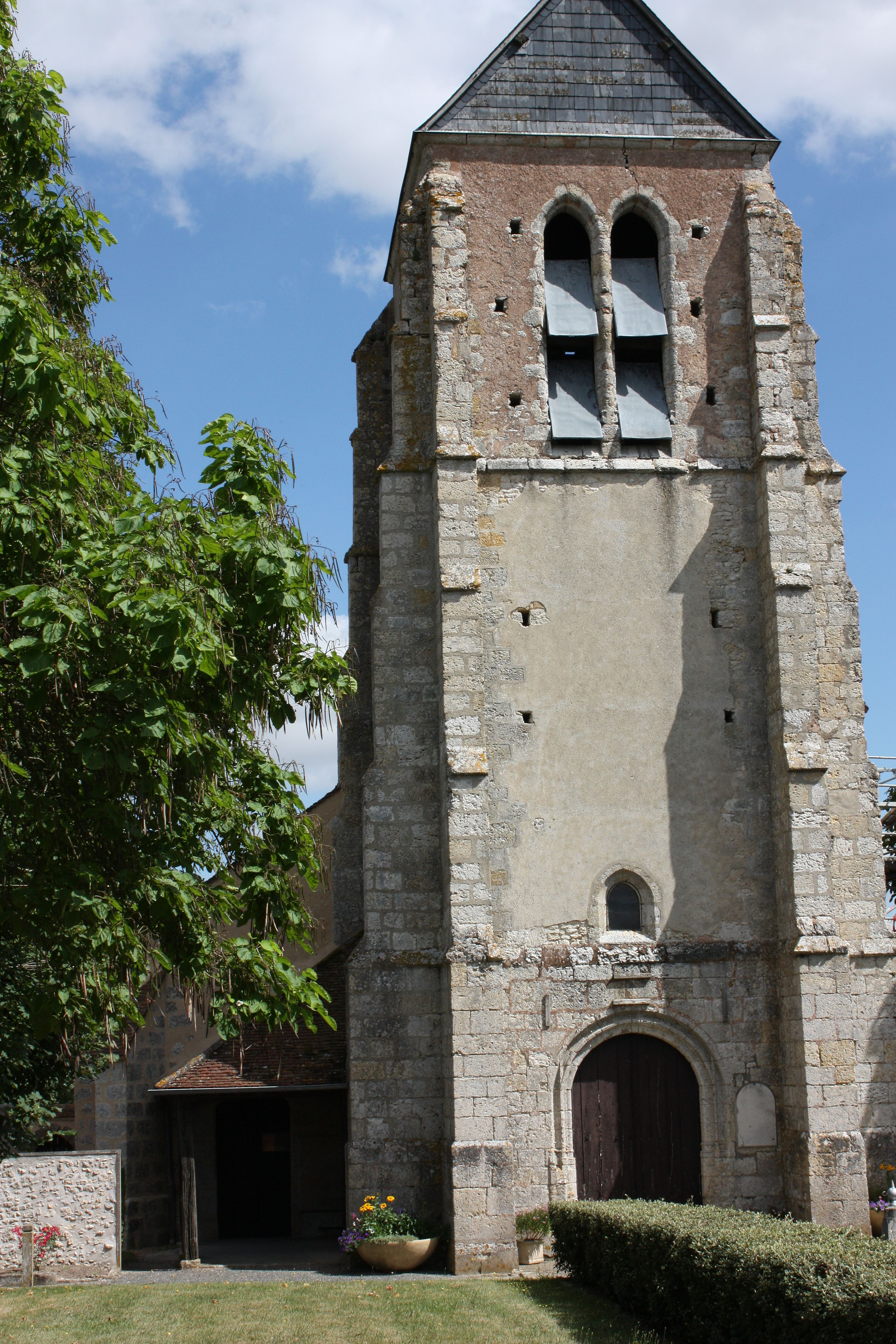
Kirche Saint-Martin und Saint-Bon

| Jahr      | 1962 | 1968 | 1975 | 1982 | 1990 | 1999 | 2008 | 2018 |
| --------- | ---- | ---- | ---- | ---- | ---- | ---- | ---- | ---- |
| Einwohner | 221  | 218  | 202  | 198  | 233  | 274  | 258  | 308  |